# آلسیا
آلسیا (انگلیسی: Alsea) شرکت رستوران‌های زنجیره‌ای مکزیکی است، که در سال ۱۹۹۷ تأسیس شد.